# پیک‌نیک در هنگینگ راک (مجموعه تلویزیونی)
پیک‌نیک در هنگینگ راک (انگلیسی: Picnic at Hanging Rock) فیلم معمایی، عاشقانه و درام ساخت کشور استرالیا است، که در سال ۲۰۱۸ توسط تلویزیون فاکس‌تل به نمایش درآمد.